# Vârful Poieni
Vârful Poieni este o arie protejată de interes național, care corespunde categoriei a IV-a IUCN (rezervație naturală, tip botanic), inclusă în Geoparcul Dinozaurilor „Țara Hațegului”.
În suprafață de 0,8 ha, rezervația este situată în apropierea șoselei naționale DN 66 Deva - Petroșani, pe teritoriul comunei Sălașu de Sus. Pe stâncăriile dealului „Vârful Poieni” există o vegetație xerică (adaptată condițiilor de uscăciune), cu elemente floristice remarcabile. Specialiștii care au cercetat arealul (N. Boșcaiu et.al.) declarând că aici e singura stațiune certă din țară pentru specia Plantago holosteum.